# Mikoyan
Mikoyan, trước kia là Mikoyan-Gurevich (tiếng Nga: Микоян и Гуревич, МиГ), là một công ty chuyên thiết kế và sản xuất máy bay quân sự Nga, chủ yếu là máy bay chiến đấu. Trước kia nó là một phòng thiết kế của Liên bang Xô viết, và được thành lập bởi Artem Mikoyan và Mikhail Gurevich với tên là "Mikoyan-Gurevich." Từ khi ông Mikoyan mất năm 1970, tên “Gurevich” đã bị bỏ đi. Tiền tố của Mikoyan là "MiG." Chính phủ Nga đang có kế hoạch hợp nhất Mikoyan với Ilyushin, Irkut, Sukhoi, Tupolev, và Yakovlev thành một công ty mới tên là Liên đoàn máy bay hợp nhất. Công ty này điều hành nhiều văn phòng thiết kế và các cơ sở chế tạo máy gồm cả nhà máy chế tạo máy bay trực thăng Kamov.

## Danh sách các máy bay của MiG

### Sản xuất

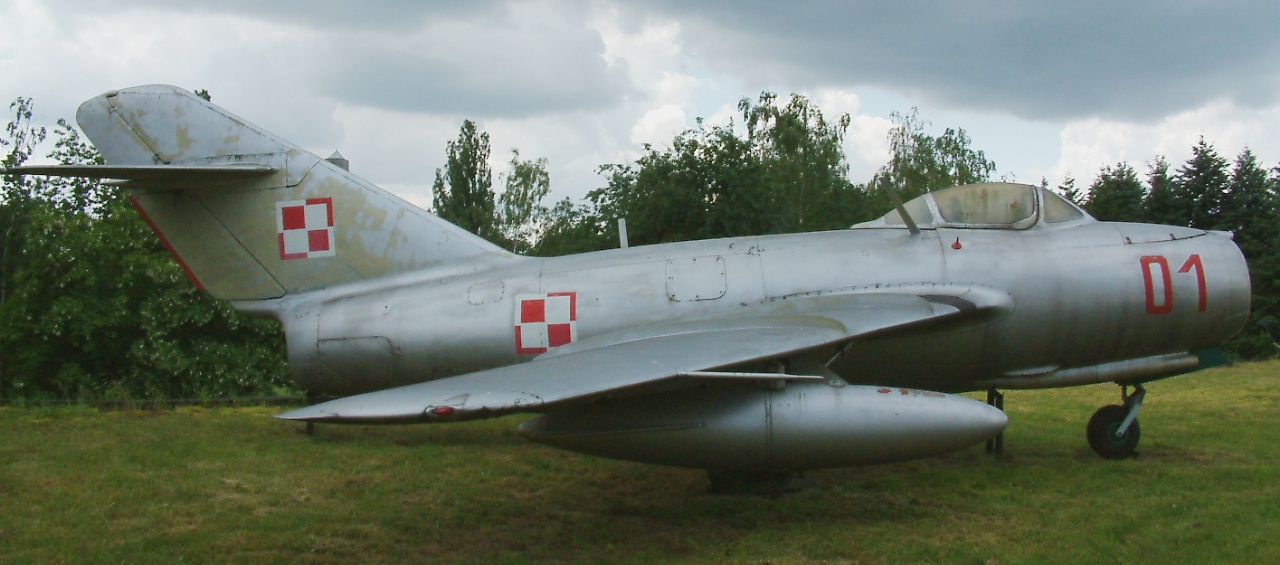
MiG-15

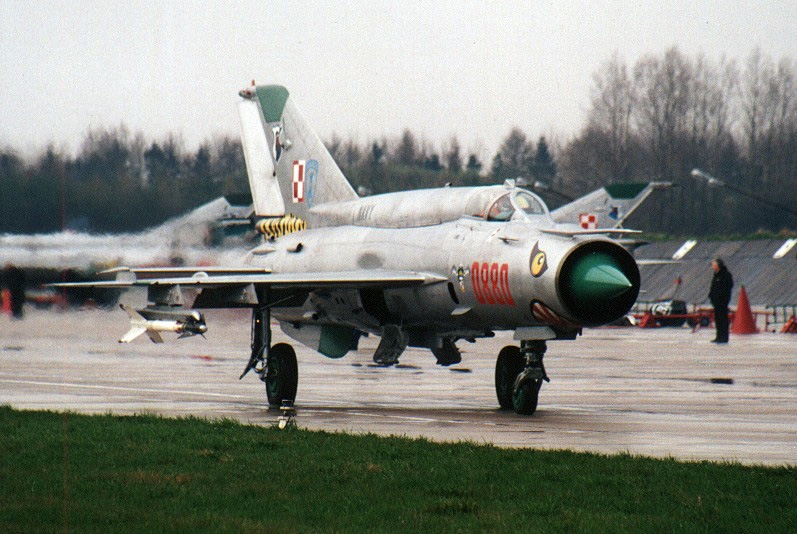
MiG-21

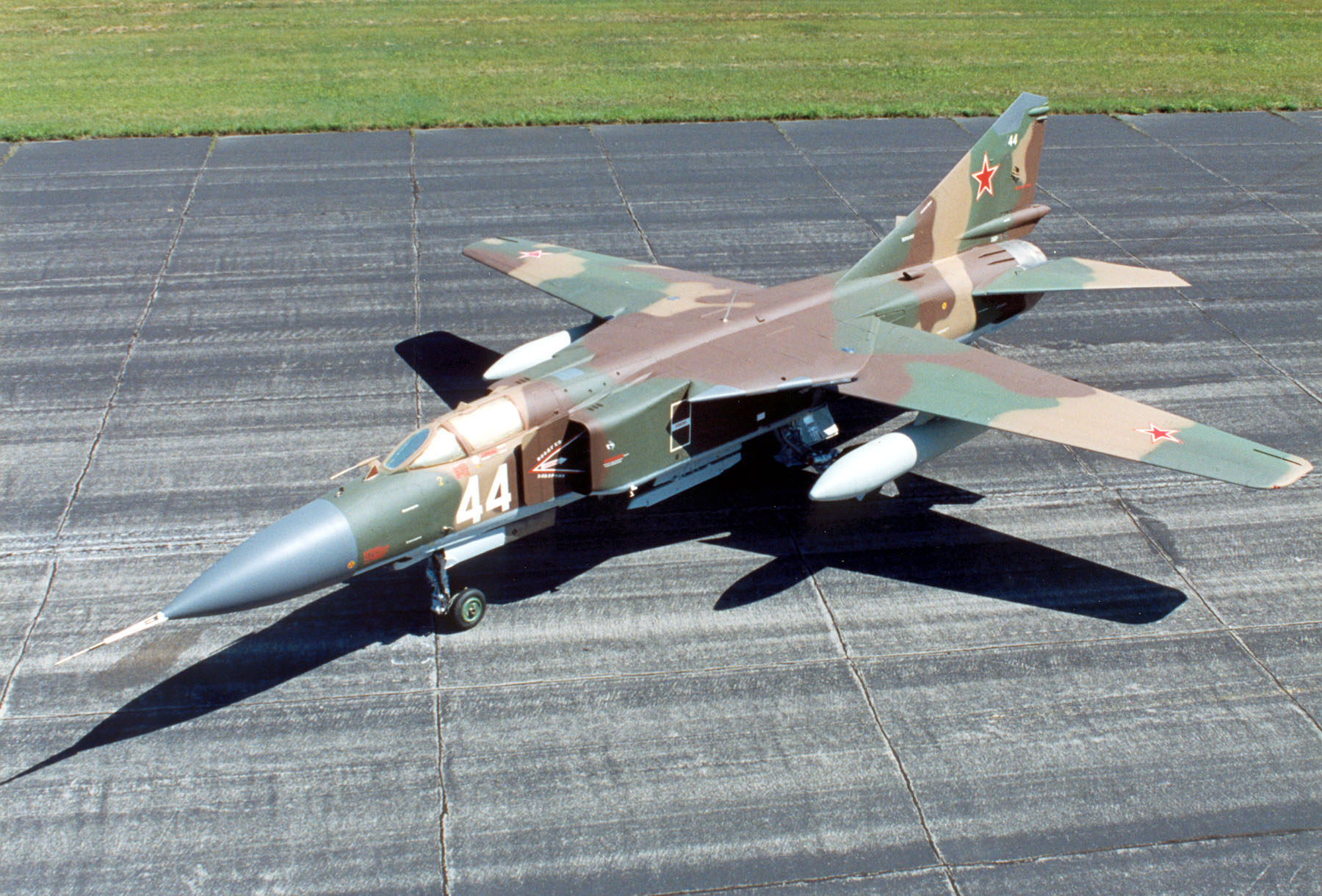
MiG-23

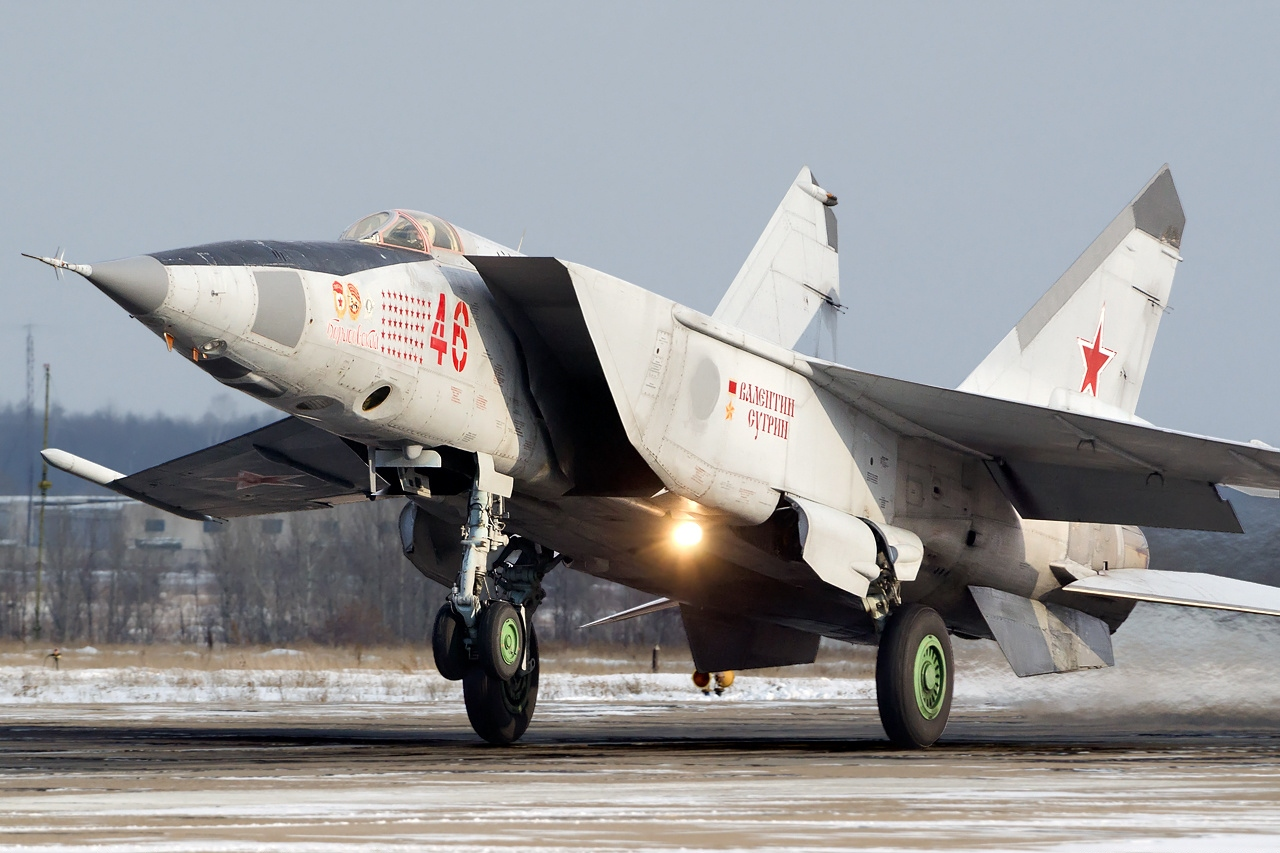
MiG-25

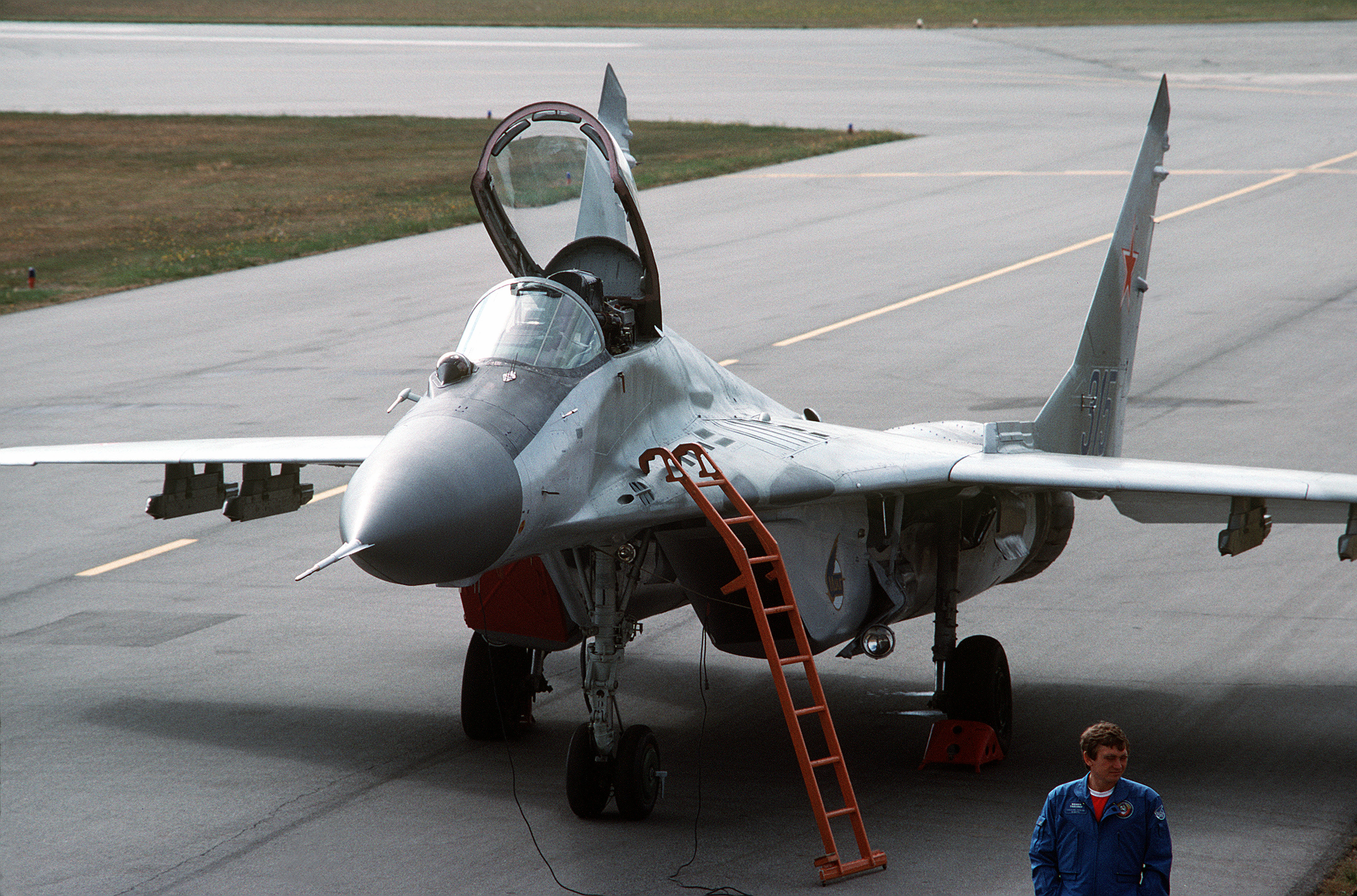
MiG-29

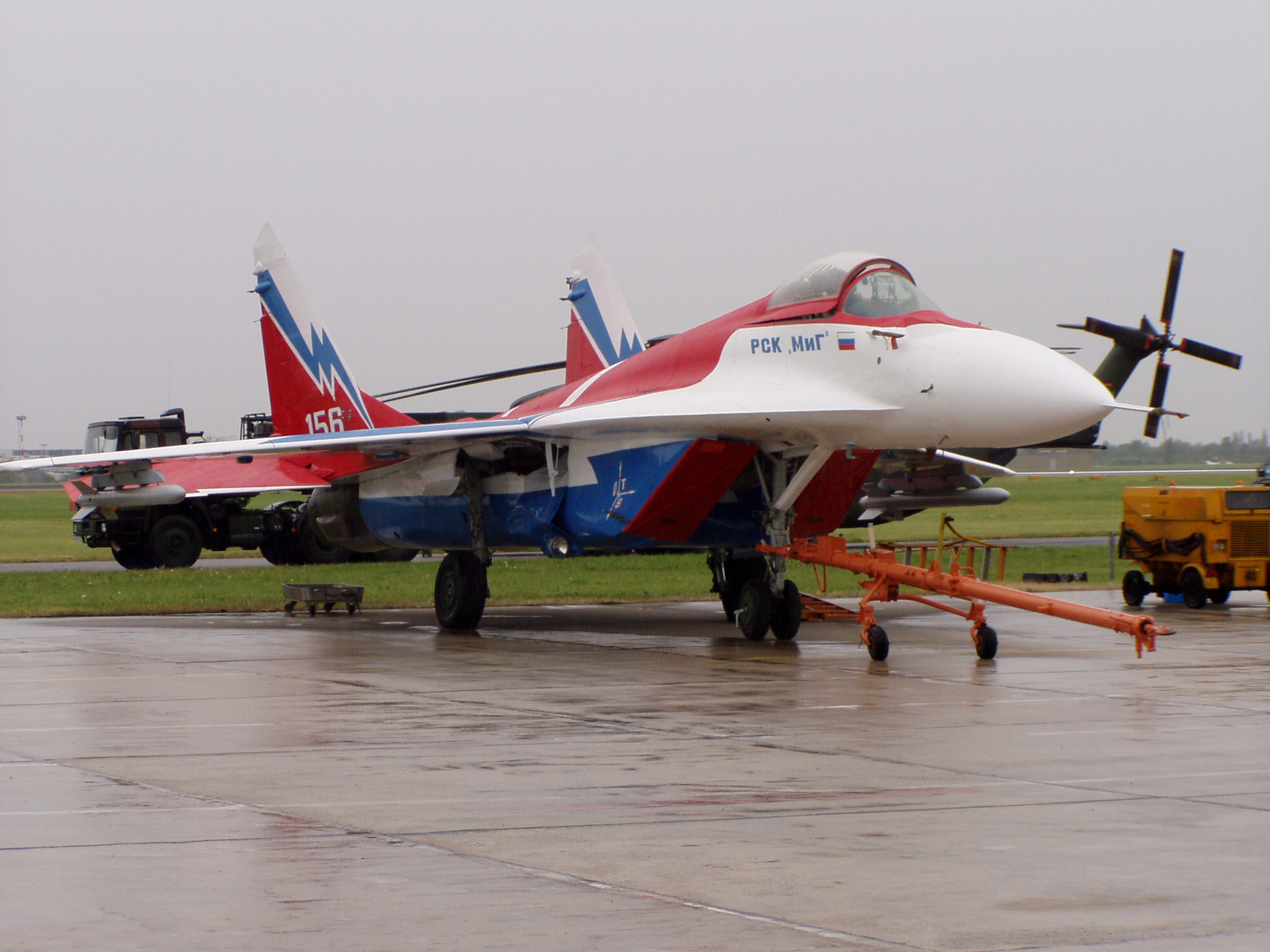
MiG-29OVT

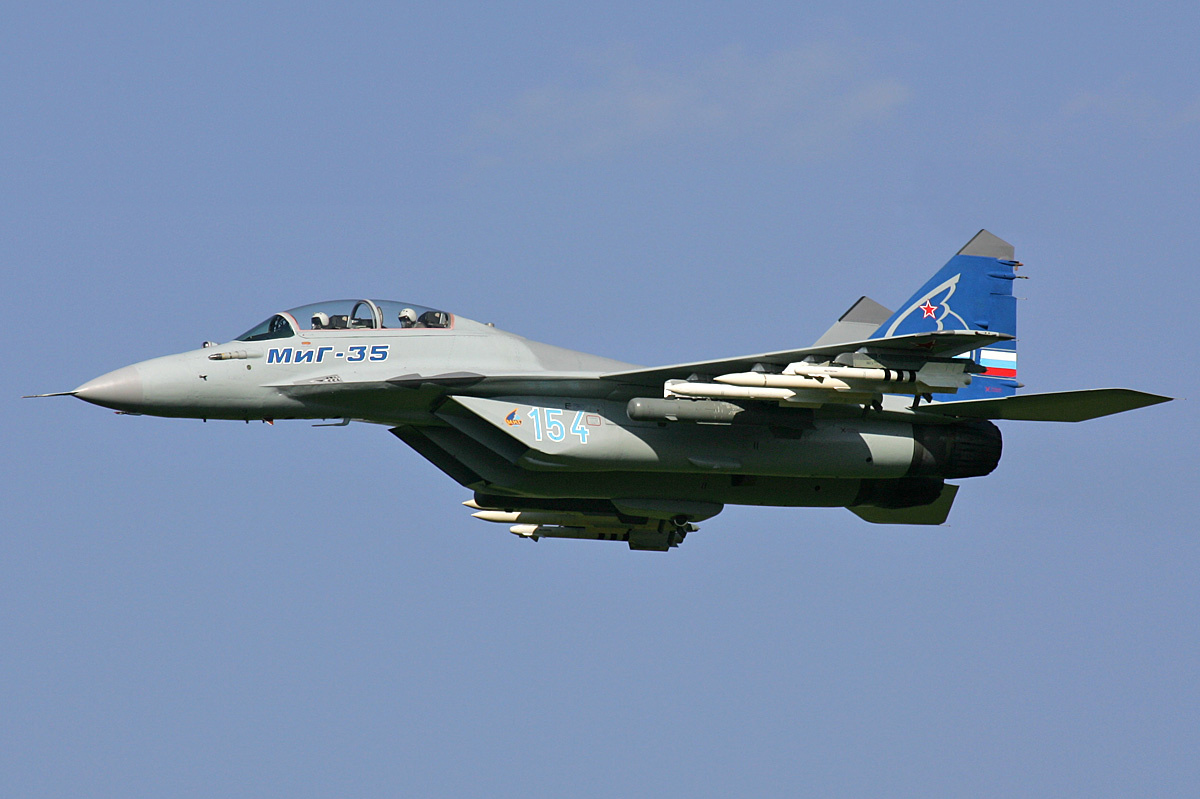
MiG-35

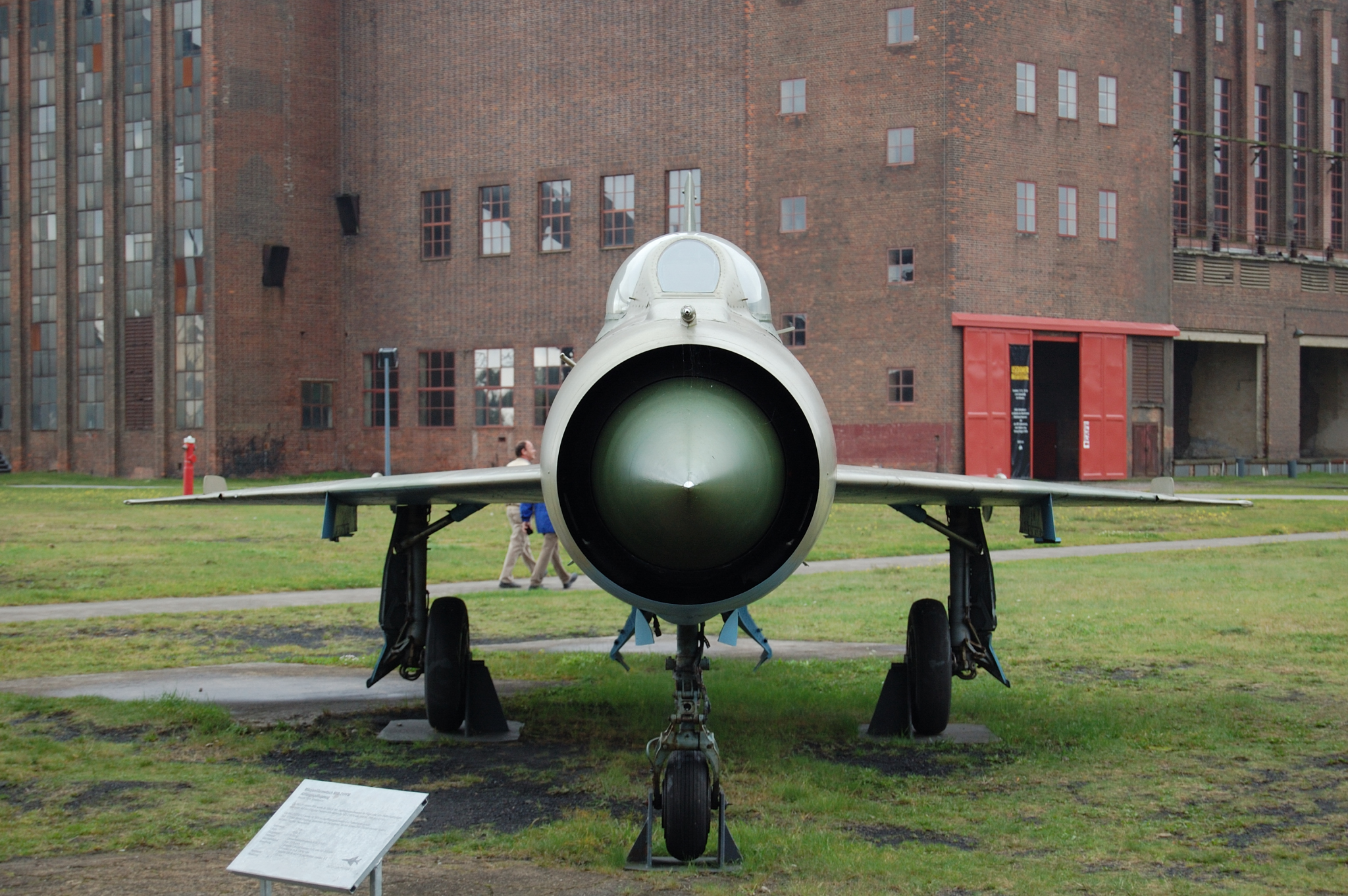
MiG-21 tại Peenemünde

- MiG-1, 1940
- MiG-3, 1941
- MiG-9/I-300 "Fargo", 1946
- MiG-15 "Fagot" và "Midget", 1948
- MiG-17 "Fresco", 1953

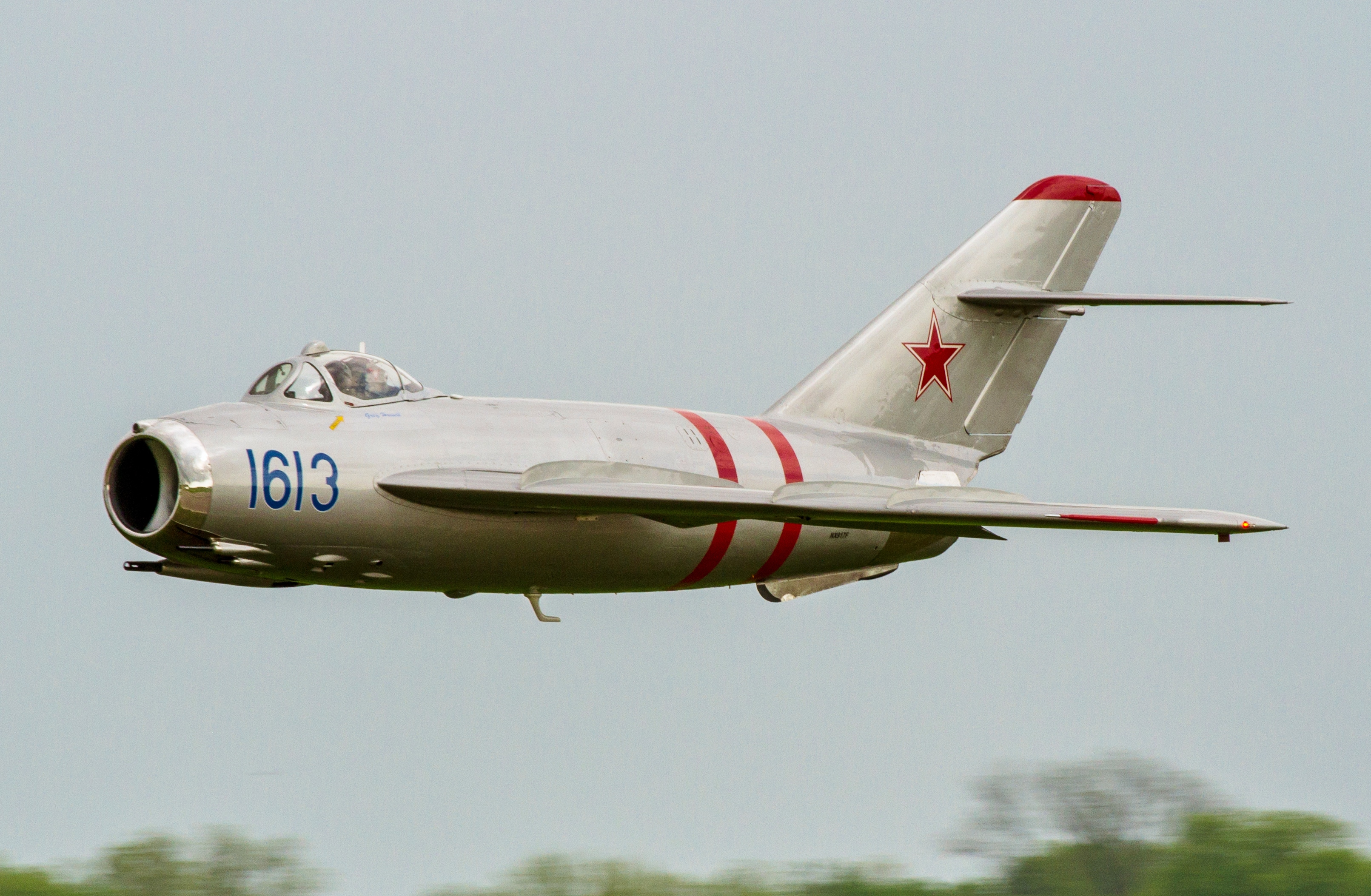
MiG-17

- MiG-17MiG-19 "Farmer", 1954, máy bay tiêm kích siêu âm đầu tiên của MiG
- MiG-21 "Fishbed" và "Mongol", 1956, máy bay tiêm kích
  - Biến thể của Mikoyan-Gurevich MiG-21
- MiG-23 "Flogger", 1967 (định danh dùng lần thứ ba của tên MiG-23)
- MiG-25 "Foxbat", 1965, máy bay tiêm kích đánh chặn/trinh sát
- MiG-27 "Flogger D / J", 1970, máy bay cường kích phát triển từ MiG-23
- MiG-29 "Fulcrum", 1977
  - MiG-29K "Fulcrum-D"
  - MiG-29M "Fulcrum-E"
- MiG-31 "Foxhound", 1975, máy bay tiêm kích đánh chặn
- MiG-35 "Fulcrum-F", 2007, máy bay tiêm kích đa năng thế hệ 4+

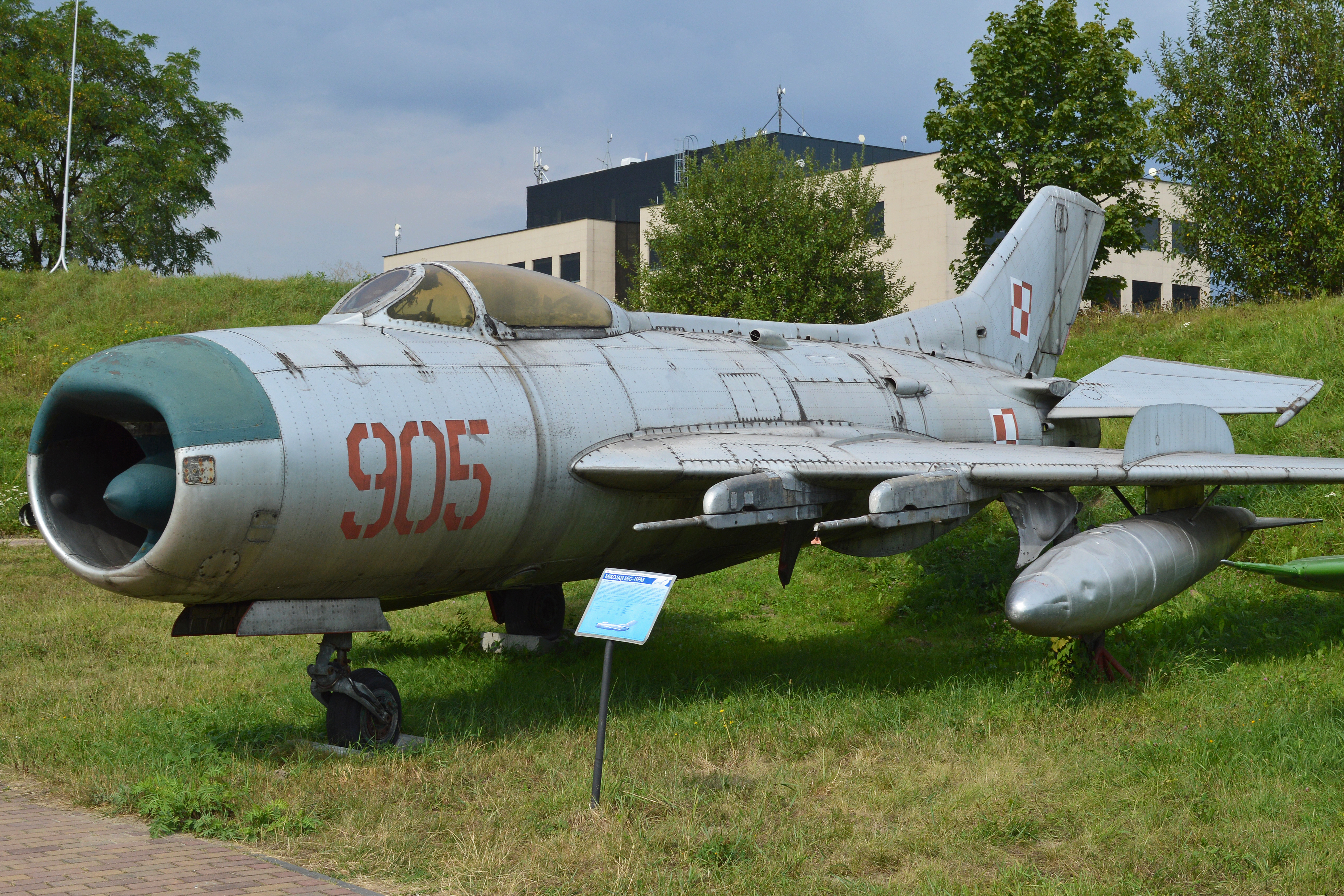
MiG-19

### Thử nghiệm
- DIS/MiG-5, 1941 (tiêm kích hộ tống)
- MiG-6, 1940 (cường kích/trinh sát)
- MiG-7, 1944
- MiG-8 Utka, 1945
- MiG I-210, 1941
- MiG I-211, 1942
- MiG I-220, 1943
- MiG I-222, 1944
- MiG I-224, 1944
- MiG I-225, 1944
- MiG I-230/MiG-3U, 1942
- MiG I-231, 1943
- MiG I-250 (N), 1945 (còn gọi là "MiG-13")
- MiG I-270, 1947
- MiG I-320, 1949
- MiG I-350, 1951
- MiG I-360, 1952
- MiG I-370, 1955
- MiG I-380, 1953
- MiG I-3, 1953
- MiG I-7U, 1957
- MiG I-75, 1958
- MiG SM-12, 1957
- MiG SN, 1953
- Ye-2, 1955
- Ye-4/Ye-5, 1955
- Ye-8, 1962, tiêm kích thử nghiệm
- Ye-50, 1956
- Ye-150, 1958
- Ye-151
- Ye-152 "Flipper", 1959, tiêm kích, mã NATO "Flipper"
- Ye-166
- MiG-23 – (định danh dùng lần 1) định danh sản xuất của Mikoyan-Gurevich Ye-2A, 1956
- MiG-23 – (định danh dùng lần 2) tên ban đầu của Mikoyan-Gurevich Ye-8 (E-8/1 và E-8/2), 1960
- MiG-AT, 1996
- MiG-110, 1995
- Mikoyan MiG-39, 1986–2000
- Đề án MiG LFI
- MiG-105 Spiral, 1965
- MiG-33 "Fulcrum-E"
- Mikoyan LMFS

### UAV

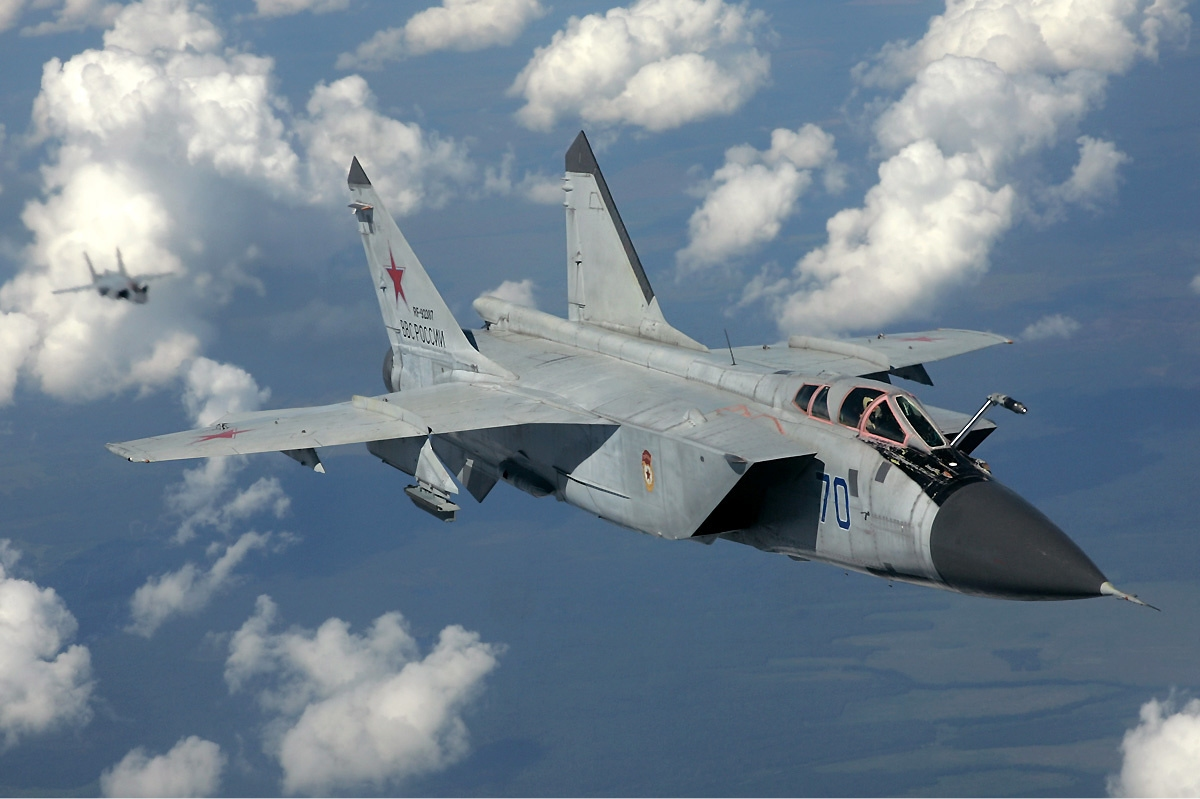
MiG-31

- MiG-31MiG Skat

### Tai tiếng
Hợp đồng giữa Algérie và Rosoboronexport của Nga cung cấp 34 chiếc MiG-29SMT đã được ký kết năm 2006. Giá trị hợp đồng, theo nguồn tin không chính thức, đạt 1,28 tỷ USD. Năm 2006-2007, Algérie đã nhận 15 chiếc MiG-29 nhưng sau đó nước này ngừng tiếp nhận sau khi tuyên bố hàng loạt lỗi kỹ thuật trên máy bay. Cuối cùng, Algérie đã trả lại máy bay cho Nga.
Thứ trưởng Bộ Quốc phòng Nga phụ trách về vấn đề vũ khí Vladimir Popovkin cho rằng hợp đồng cung cấp máy bay tiêm kích MiG-29 ký kết giữa Nga và Algérie bị đổ vỡ là vì những nguyên nhân chính trị. Phía Algérie khi đó đã khẳng định có những vấn đề về chất lượng và một số chiếc được lắp ráp từ đồ cũ. MiG-29 bắt đầu được đưa vào trang bị từ những năm 1980 và kho dự trữ các chi tiết và bộ phận của loại máy bay này vẫn còn nhiều nên tập đoàn MiG đã sử dụng các bộ phận này để lắp cho những chiếc MiG-29 bán cho Algérie. Vụ việc sau đó đã được điều tra và phanh phui.
Vì vậy năm 2008 Nga phải chấp nhận mua 28 chiếc MiG-29 để giúp tập đoàn MiG không bị phá sản.

### Tưởng tượng
Các máy bay MiG là các máy bay nổi tiếng nhất của Liên bang Xô viết trong Chiến tranh lạnh, và vì thế đã có một số máy bay MiG hư cấu trong văn hóa phương Tây.
- MiG-28 là một máy bay hư cấu được sử dụng trong bộ phim Top Gun năm 1986. Chúng được đóng thế bởi các máy bay T-38 Talon aircraft.
- MiG-31 "Firefox" là chủ đề của hai tiểu tuyết (Firefox và Firefox Down) và một bộ phim năm 1982 movie. Để tăng thêm tính mơ hồ, máy bay MiG-31 "Foxhound" thực tế có một radar tìm kiếm tên là "Foxfire."
- MiG-37 "Ferret-E" là một model bằng nhựa do Italeri tạo ra (cũng được bán bởi Testors).

Xem thêm: Danh sách các máy bay của Liên bang xô viết và CIS
Các máy bay MiG tuân thủ quy ước dùng các số lẻ để chỉ các máy bay chiến đấu. Vì thế dù MiG-8 và MiG-110 có tồn tại, chúng không phải là máy bay chiến đấu. MiG-105 "Spiral" được thiết kế để làm máy bay đánh chặn quỹ đạo, chiếc cùng kiểu với nó là dự án X-20 Dyna-Soar của Hoa Kỳ và đã bị hủy bỏ.